# Gabri Veiga
Gabriel Veiga Novas, meglio noto come Gabri Veiga (O Porriño, 27 maggio 2002), è un calciatore spagnolo, centrocampista del Porto.

## Caratteristiche tecniche
È un centrocampista offensivo rapido e bravo negli inserimenti in area.

## Carriera

### Club
Cresciuto nel settore giovanile del Celta Vigo, ha esordito in prima squadra il 19 settembre 2020 in occasione dell'incontro di Primera División vinto 2-1 contro il Valencia.
Il 26 agosto 2023 viene ufficialmente ceduto a titolo definitivo per 30 milioni di euro all'Al-Ahli, squadra della Saudi Professional League, firmando un contratto di 12,5 milioni di euro a stagione.
Dopo due stagioni in Arabia Saudita torna in europa tra le file del Porto, squadra militante nella Primeira Liga portoghese. Il 5 giugno 2025, approfittando della finestra extra per il Mondiale per club il calciatore infatti firma per i lusitani passando da un contratto di 12,5 milioni a stagione ad un contratto di 1,5 milioni a stagione. Debutta subito, il 16 giugno 2025, nella competizione mondiale giocando da titolare la partita contro il Palmeiras finita 0 a 0.

## Statistiche

### Presenze e reti nei club
Statistiche aggiornate al 16 giugno 2025.
| Stagione            | Squadra             | Campionato          | Campionato | Campionato | Coppe nazionali | Coppe nazionali | Coppe nazionali | Coppe continentali | Coppe continentali | Coppe continentali | Altre coppe | Altre coppe | Altre coppe | Totale | Totale | Totale |
| Stagione            | Squadra             | Comp                | Pres       | Reti       | Comp            | Pres            | Reti            | Comp               | Pres               | Reti               | Comp        | Pres        | Reti        | Pres   | Reti   |        |
| ------------------- | ------------------- | ------------------- | ---------- | ---------- | --------------- | --------------- | --------------- | ------------------ | ------------------ | ------------------ | ----------- | ----------- | ----------- | ------ | ------ | ------ |
| 2019-2020           | Celta Vigo B        | SDB                 | 30         | 5          | -               | -               | -               | -                  | -                  | -                  | -           | -           | -           | 30     | 5      |        |
| 2020-2021           | Celta Vigo B        | SDB                 | 34         | 5          | -               | -               | -               | -                  | -                  | -                  | -           | -           | -           | 34     | 5      |        |
| Totale Celta Vigo B | Totale Celta Vigo B | Totale Celta Vigo B | 64         | 10         |                 | -               | -               |                    | -                  | -                  |             | -           | -           | 64     | 10     |        |
| 2020-2021           | Celta Vigo          | PD                  | 6          | 0          | CR              | 0               | 0               | -                  | -                  | -                  | -           | -           | -           | 6      | 0      |        |
| 2021-2022           | Celta Vigo          | PD                  | 13         | 0          | CR              | 3               | 0               | -                  | -                  | -                  | -           | -           | -           | 16     | 0      |        |
| 2022-2023           | Celta Vigo          | PD                  | 36         | 11         | CR              | 3               | 0               | -                  | -                  | -                  | -           | -           | -           | 39     | 11     |        |
| ago. 2023           | Celta Vigo          | PD                  | 1          | 0          | CR              | -               | -               | -                  | -                  | -                  | -           | -           | -           | 1      | 0      |        |
| Totale Celta Vigo   | Totale Celta Vigo   | Totale Celta Vigo   | 56         | 11         |                 | 6               | 0               |                    | -                  | -                  |             | -           | -           | 62     | 11     |        |
| ago. 2023-2024      | Al-Ahli             | SPL                 | 18         | 4          | KC              | 2               | 0               | -                  | -                  | -                  | -           | -           | -           | 20     | 4      |        |
| 2024-giu. 2025      | Al-Ahli             | SPL                 | 32         | 7          | KC              | 1               | 0               | ACL                | 12                 | 1                  | SS          | 1           | 0           | 46     | 8      |        |
| Totale Al-Ahli      | Totale Al-Ahli      | Totale Al-Ahli      | 50         | 11         |                 | 3               | 0               |                    | 12                 | 1                  |             | 1           | 0           | 66     | 12     |        |
| giu.-lug. 2025      | Porto               | PL                  | -          | -          | CP+CdL          | -               | -               | UEL                | -                  | -                  | SP+Cmc      | 0+1         | 0+0         | 1      | 0      |        |
| Totale carriera     | Totale carriera     | Totale carriera     | 170        | 32         |                 | 9               | 0               |                    | 12                 | 1                  |             | 2           | 0           | 193    | 33     |        |

## Palmarès

### Club

#### Competizioni internazionali
- AFC Champions League Elite: 1

Al-Ahli: 2024-2025